# EIA-485
EIA-485(이전에는 TIA/EIA-485 또는 RS-485)는 2선식 반이중 다중점 직렬 연결에 대한 OSI 모델의 물리 계층 명세이다. EIA-485 표준은 차분 신호를 정의하는데, 두 선 사이의 전압차로 데이터를 표현한다.
전압의 한쪽이 「1」레벨이면, 다른 한쪽은 「0」레벨을 나타낸다. 올바른 신호로 인식하려면 적어도 전압의 차이가 0.2V 이상 이어야 한다. 수신측은 +12V 으로부터 -7V까지의 전압이면 올바른 것이라고 인식한다.
EIA-485는 드라이버와 리시버의 전기적 특성만을 정한 것이다. 데이터 프로토콜에 대해서는 가이드라인이 존재하지 않는다. EIA-485를 사용하면 저가의 로컬 네트워크나 멀티 드롭 통신망을 구축할 수 있다. 이 규격은 고속 데이터 통신 속도를 낼 수 있는데 10m까지는 35M bit/s, 1200m 에서는 100kbit/s이다. EIA-485는 EIA-422과 같이 트위스트 페어(twisted pair)를 이용한 평형형 전송로를 채택하고 있기 때문에 비교적 먼 거리(4000 피트, 1200m 이상)까지 늘리는 것이 가능하다.
EIA-422은 스위치 오프로 할 수 없는 하나의 드라이버 회로를 가지고 있지만 그에 비해 EIA-485는 송신 모드를 위해 드라이버에 신호를 하나를 더 둘 필요가 있다. 이것에 의해서 EIA-485는 2선만으로 선형 토폴로지를 구축할 수 있다.
EIA-422처럼 EIA-485는 4 개의 와이어를 사용하여 전이중을 만들 수 있다. 그러나 대부분의 경우 EIA-485는 기계적 사양이기 때문에, 필요하지 않다. EIA-485와 EIA-422 특정 제한을 하면 상호 작용할 수 있다.
EIA-485는 2선식으로, EIA-422는 4선식으로 알려져 있어 많은 엔지니어들이 그라운드(Ground) 연결을 하지 않아 시스템의 문제를 일으킨다. EIA-485와 EIA-422 네트워크 연결시에 반드시 그라운드를 연결하여야 하며 만일 연결하지 않는 경우에는 연결된 각 장비 사이의 그라운드 전위가 발생하여 잡음이 발생하거나 드라이버가 파손될 수 있다.

## 같이 보기
- RS-232
- RS-422
- RS-423
- RS-482